# 孙传礼
孙传礼（1935年—），男，四川成都人，中国空间电子学家，中国科学院国家空间科学中心研究员，曾任中国空间科学学会副理事长。